# Var kristtrogen fröjde sig
Var kristtrogen fröjde sig är en gammal julottepsalm i fyra verser med latinskt ursprung, Resonet in laudibus från 1300-talet som översattes 1586 till svenska, möjligen från tyska Rühm dich du werthe Christenhet. Samma ursprungstext har också översatt till nästa psalm i 1695 års psalmbok, All then ganska Christenhet. Psalmen, Var kristtrogen fröjde sig, skiljer sig från många andra genom att första och fjärde verserna är avsevärt längre än de bägge mittersta verserna. Sista versen är en lång vers, som sjungs stående. Som julottepsalm blev den ofta ersatt av den nyare Var hälsad, sköna morgonstund från 1819. 
Psalmen inleds 1695 med orden:
Hwar Christtrogen frögde sigh
Uthaf hiertat innerlig
Melodin är medeltida, nedtecknad i Wittenberg 1543 i tryckaren Joseph Klugs serie med Geistliche Lieder. Den härstammar från två medeltida julsånger: den ovan nämnda Resones in laudibus samt Magnum nomen domini Emanuel vilka i sin tur förmodligen sammanhänger med ett medeltida advents-Sanctus.
|  |
|  |

## Publicerad som
- Then Swenska Psalmboken 1586
- Nr 128 i 1695 års psalmbok under rubriken "Jule-högtids Psalmer - Om Christi Födelse".
- Nr 61 i 1819 års psalmbok under rubriken "Jesu kärleksfulla uppenbarelse i mänskligheten: Jesu födelse (julpsalmer)".
- Nr 61 i 1937 års psalmbok under rubriken "Jul".
- Nr 430 i Den svenska psalmboken 1986 under rubriken "Jul".
- Nr 19 i Finlandssvenska psalmboken 1986 med titelraden Kristi kyrka, fröjda dig, under rubriken "Jul".